# Étienne Bolo
 (juin 2010).
Pour les articles homonymes, voir Bolo (homonymie).
Étienne Bolo (né le 15 février 1928 à Nantes et mort par suicide le 7 mai 1985 dans les locaux de l'université Paris-VIII à Saint-Denis) est un philosophe, un auteur, un traducteur et un enseignant français de tendance communiste qui a pris position pour l'indépendance des colonies françaises et a œuvré pour l'indépendance de l'Algérie. Il est docteur en sciences de l'éducation et en psycho-sociologie (Université de Paris VIII, 1984).

## Biographie
Étienne Bolo naît dans une famille catholique dont le père était un notable. Il est l'élève des Jésuites à Nantes avant de faire hypokhâgne et khâgne à Lyon puis à Paris. Licencié en philosophie, il enseigne au début des années 1950 dans des lycées parisiens, en particulier à Chaptal.
Ses prises de position pour l'indépendance des colonies françaises apparaissent dès la guerre d'Indochine. En 1956, il s'engage dans le réseau de Francis Jeanson pour soutenir le FLN algérien. Il abandonne l'enseignement pour entrer dans la clandestinité, faisant partie des porteurs de valise. « Il l'a fait parce qu'il croyait en l'internationalisme prolétarien » dira Hélène Cuénat, une ancienne du réseau. Lui-même écrira plus tard : « Je suis fier d'être un intellectuel et de n'être pas, comme nombre de mes confrères, un inoffensif rêveur. » Marc Heurgon écrit à son sujet qu'il était alors un « communiste plus ou moins sur la touche ».
Repéré, il part au Maroc puis rentre en France en 1960. Il passe en prison plusieurs mois qui détériorent sa santé. Libéré, il travaille quelque temps en Algérie dans la formation des adultes. Revenu en France, il observe avec réserve Mai 68.
En Provence, durant l'été 1970, des promeneurs croient le voir en train d'allumer des incendies, ce qui lui vaut quelques jours de prison. Une campagne de presse relativement violente se déclenche à cette époque contre lui. Un non-lieu est prononcé six mois plus tard.
Il met fin à ses jours le 7 mai 1985.
Il était l'époux de Paule Bolo, traductrice, militante de l'indépendance de l'Algérie, puis de Lonni Bolo, née Jensen, traductrice, professeur d'anglais, documentaliste, militante des droits de l'homme, originaire de Copenhague.

## Sources bibliographiques
- Article de Bruno Frappat, Le Monde, supplément au no 12535, dimanche 19 et lundi 20 mai 1985, Étienne Bolo : 1928-1985
- Marc Heurgon, Histoire du PSU, tome 1, éditions la découverte, page 299